# Gadds kapell
Gadds kapell (finska: Gaddin kappeli) är ett gravkapell i barockstil beläget i Rahola i Tammerfors i det finländska landskapet Birkaland. Kapellet uppfördes för släkten Gadd, och mellan åren 1785 och 1854 begravdes totalt 28 medlemmar av släkten där. Senare flyttades kvarlevorna från kapellet och begravdes på kyrkogården.
Kapellet är skyddat på grund av sina arkitektoniska, kulturhistoriska och landskapsmässiga värden. Vid kapellet låg tidigare Harju kapellförsamlings kyrka, som byggdes senast år 1639 och revs år 1858. Gadds kapell är den näst äldsta byggnaden i Tammerfors efter Messuby gamla kyrka.